# Günter Heinrich
Günter Heinrich (* 22. März 1957 in Saarlouis) ist ein deutscher Politiker und Mitglied der CDU. Er war von 1999 bis 2022 Mitglied des Saarländischen Landtages.

## Ausbildung und Beruf
Günter Heinrich besuchte von 1971 bis 1973 die Wirtschaftsschule Saarlouis. Anschließend besuchte er für zwei Jahre die Höhere Handelsschule in Saarlouis. Von 1976 bis 1979 war er Regierungsinspektoranwärter und von 1979 bis 1999 Verwaltungsbeamter beim Landkreis Saarlouis. 1986 begann er ein Studium an der Verwaltungs- und Wirtschaftsakademie des Saarlandes, das er 1989 abschloss.
Günter Heinrich ist verheiratet und hat zwei Kinder.

## Politische Funktionen
Mit 16 Jahren trat Günter Heinrich in die Junge Union ein und übernahm dort zwölf Jahre lang den Vorsitz des Ortsvereins Siersburg. Mit 17 Jahren trat er in die CDU ein. Seit 1974 ist Heinrich Vorstandsmitglied im CDU-Ortsverein Siersburg. Seit 1994 ist er Mitglied im Gemeinderat Rehlingen-Siersburg. Vorsitzender des CDU-Gemeindeverbandes Rehlingen-Siersburg wurde er 1996. Bei der Landtagswahl im Saarland 1999 wurde er erstmals in den saarländischen Landtag gewählt. Bei der Landtagswahl 2022 trat er nicht mehr an.

## Mitglied in Ausschüssen
- Inneres, Datenschutz, Familie, Frauen und Sport
- Justiz, Verfassungs- und Rechtsfragen und Wahlprüfung
- Umwelt